# 西布蘭奇 (密歇根州)
西布蘭奇（英語：West Branch）是一個位於美國密歇根州奧格莫縣的城市。根據2010年美國人口普查，該地共人口2139人，而該地的面積約為3.97平方千米。同時該地也是奧格莫縣的縣治。

## 地理
西布蘭奇的座標為44°16′32″N 84°14′07″W / 44.27556°N 84.23528°W，而該地的平均海拔高度為208米（即682英尺）。